# 小春 (アコーディオン奏者)
小春（こはる、1988年〈昭和63年〉11月21日 - ）は、日本のアコーディオン奏者、ソングライター、合同会社ゲシュタルト商会代表社員。音楽ユニット「チャラン・ポ・ランタン」のメンバー。夫はイタリアを拠点に活動している芸術家の小池健輔。実妹は自身と共に「チャラン・ポ・ランタン」で活動しているミュージシャンのもも。実母はイラストレーター、デザイナー、絵本作家のまつながあき。
本名は松永 小春（まつなが こはる）。千葉県生まれ、神奈川県出身。血液型はO型。

## 来歴
7歳の頃に母親に連れて行ってもらったシルク・ドゥ・ソレイユ『アレグリア』で「ジュー・ダンファン」を聴いたのをきっかけにアコーディオンを始める。最初のアコーディオンはクリスマスプレゼントにもらった子供用のもので、本格的にボタンアコーディオンを始めたのは10歳の頃だという。
小学4年生の3学期から公立小学校から和光鶴川小学校へ転入した。転入したクラスにいた丸茂睦（アコーディオン奏者）が音楽教室でアコーディオンを習っていることを聞き、小春も音楽教室に通い始めた。
1日に10時間も練習し、2002年、第3回JAA国際アコーディオンコンクール（中学生の部）に3位入賞。
2004年にインストゥルメンタル・バンド『マイノリティオーケストラ（MINORITY ORCHESTRA）』を結成し、2005年に、MINORITY ORCHESTRAとして、第4回JAA国際アコーディオンコンクールの「パフォーマンスコンクール」部門でグランプリと観客賞を受賞。
2006年、17歳の時に東京都公認大道芸人（ヘブンアーティスト）音楽部門のライセンスを取得、ストリートでの演奏活動を行い、2007年冬には、ジャグラーの目黒陽介と大道芸ユニット「プラノワ」を結成している。また新宿ゴールデン街にて流しを始める。2008年6月には初の海外進出を果たした。その後も、多くのグループに参加している。
2009年、マイノリティオーケストラ初の歌詞付きの楽曲「親知らずのタンゴ」を制作。ボーカルが必要となったことから、実家で暇そうにしていた妹のももをゲスト・ボーカリストとして4月に加入させ、同年7月19日に姉妹ユニット『チャラン・ポ・ランタン』を結成。
2009年10月に行われた第3回インターナショナル・Vアコーディオン・コンテストの日本予選を勝ち抜き、11月にイタリアで開催された同コンテストに初の日本代表として参加。
2010年2月20日にシングル『親知らずのタンゴ』でデビューし、3月26日に新宿ロフトプラスワンで開催された自主企画ライブ「〜小春と愉快な皆さんのヘンテコブンチャカナイト〜 花より団子な夢見月!」にてマイノリティオーケストラは解散。同年6月、後継バンド「カンカンバルカン」を結成、「チャラン・ポ・ランタンと愉快なカンカンバルカン」の名で活動。
2014年7月9日に、シングル『忘れかけてた物語』で、チャラン・ポ・ランタンとしてメジャー・デビューを果たした。
2016年4月15日から5月26日にかけて敢行されたMr.Childrenの全国ホールツアー「Mr.Children Hall Tour 2016 虹」にサポートメンバーとして参加し、同ツアーのグッズのデザインも担当した。翌年のツアー「Mr.Children DOME & STADIUM TOUR 2017 Thanksgiving 25」までサポートメンバーとして参加していた。
2020年12月オリジナルアコーディオンブランド「BébéMedusa」を立ち上げ。
2021年9月18日より自身がプロデュースした手頃な値段のボタンアコーディオンの販売開始。僅か1日でアコーディオン531台を販売する。
2021年9月1日、「ソニー・ミュージックアーティスツ」から独立。妹のももと合同会社ゲシュタルト商会を設立して代表社員に就任。

## 人物
アコーディオンは、ボタン式のクロマティック・アコーディオンを使用している。当初は鍵盤式のアコーディオンを演奏していたものの、手が小さくオクターブが届かないことから、それを見た音楽教室の講師がボタン式のアコーディオンを購入した。なお、ボタン式のアコーディオンの授業を受けられる教室が少なく、運指は我流となっている。
ライブポスター・ツアーグッズなどの各種イラスト・デザインも手掛けている。夏季には自身の「夏嫌いを前面に押し出した」という、"I Hate Summer!!"と文字をあしらったグッズも製作した。
幼少より人が苦手だったため、将来はホームレスになるだろうとイメージし「なるべく人と会話をしないで仕事しよう。でないと生活できない」と思い詰め、大好きなアコーディオンを路上で弾いてお金をもらえる大道芸人を目指した。
ピンク・フロイドのギタリスト、デヴィッド・ギルモアからのセッションオファーを「曲が難しそう」という理由で断ったことがある。
2025年1月27日、自身のSNS（X、Instagram）を更新し、この数年のうちに結婚と離婚、再婚をしたことを発表。現在の夫である芸術家の小池健輔との間に第1子となる男児が誕生したことを報告した。

## 作品
※以下は単独名義での作品を記載。チャラン・ポ・ランタンとしての作品は、チャラン・ポ・ランタン#ディスコグラフィを参照。

### ラジオドラマ
- STVラジオ開局55周年記念ラジオドラマ「カフェ・904」[18]
  - 第3話「くるみ」（2018年1月6日） - 脚本＆劇中音楽
  - 第4話「コウノトリ」（2018年1月13日） - 脚本

### ミュージック・ビデオ
| アーティスト           | タイトル     | 担当           |
| ---------------------- | ------------ | -------------- |
| チャラン・ポ・ランタン | 麻イイ雀     | 監督・撮影     |
| チャラン・ポ・ランタン | 置行堀行進曲 | イラスト・編集 |

### 楽曲提供
他アーティスト
| アーティスト       | タイトル           | 収録作品                  | 担当・備考       |
| ------------------ | ------------------ | ------------------------- | ---------------- |
| 私立恵比寿中学     | 吟遊詩人           | 夏だぜジョニー            | 作詞・作曲・編曲 |
| タッキー&翼        | ペンデュラム・ラヴ | TRIP&TREASURE TWO         | 作曲             |
| たこやきレインボー | なれたらなぁ       | まねー!! マネー!? Money!! | 作詞・作曲・編曲 |
| ファントムシータ   | おともだち         | 少女の日の思い出          | 作詞・作曲・編曲 |

番組・舞台
- 私立恵比寿中学 ライブ「飛び出せ全十ホールツアー 2015〜わっくわくはるバルーンGOGO〜」 - 舞台音楽[22]
- NHK Eテレ『おかあさんといっしょ』2018年7月のうた「ゾクゾクうんどうかい」 - 作詞・作曲[23]
- フジテレビ『ウケメン』 - タイトル音楽[24]

劇作家、根本宗子とのコラボ
- 月刊「根本宗子」第16号『愛犬ポリーの死、そして家族の話』 - 劇中音楽[25]
- 『クラッシャー女中』 - 劇中音楽[26]
- 別冊「根本宗子」第8号『墓場、女子高生』 - 劇中音楽[26]
- 月刊「根本宗子」超、リモートねもしゅー『あの子と旅行行きたくない』 - 劇中音楽[26]
- 『超、Maria』 - 劇中音楽・舞台演奏[27]
- SNSミュージカル『20歳の花』 - 劇中音楽[26]
- 『Cape jasmine』 - 劇中音楽・舞台演奏[28]
- KAATキッズ・プログラム2023『くるみ割り人形外伝』 - 劇中音楽・舞台演奏[29]

### 参加作品
| アーティスト | タイトル             | 収録作品             | 担当・備考                                |
| ------------ | -------------------- | -------------------- | ----------------------------------------- |
| Mr.Children  | 「ヒカリノアトリエ」 | 『ヒカリノアトリエ』 | アコーディオン                            |
| 藤原さくら   | 「また明日」         | 『red』              | アコーディオン                            |
| 斎藤有太     | 「ボレロ」           | 『The Band Goes On』 | アコーディオン 同作のアートワークも担当。 |
| 斎藤有太     | 「雪代水」           | 『The Band Goes On』 | アコーディオン 同作のアートワークも担当。 |
| kaya         | 「愛の讃歌」         | 『DRESS』            | アコーディオン                            |